# コスタリカの国旗
コスタリカの国旗（コスタリカのこっき Flag of Costa Rica）は1906年11月27日に制定された。
なお、下図の国章が入ったものは民間での使用が禁止されており、代わりに国章が入っていない上記のデザインが用いられる。
青が空、白が自由をあらわしているとされる。

? 政府や軍用旗
??現在の市民旗（縦横比2:3の別タイプ）
??現在の政府や軍用旗（縦横比2:3の別タイプ）

## 歴代の国旗

?1785年までの旗
?1785年の旗
?1785年 - 1821年
1823年-1824年の国旗
1824-1839年の国旗
?1821年9月 - 1823年6月6日の国旗
1823年6月6日 - 1824年5月4日の国旗
1824年5月4日 - 1824年11月2日の国旗
1824年11月2日 - 1824年11月22日の国旗
1824年11月22日 - 1840年11月15日の国旗
1840年11月15日 - 1842年4月20日の国旗
1842年4月20日 - 1848年11月12日の国旗
1848年11月12日 - 1906年11月27日の国旗
?1906年以降の市民用旗
?1906年 - 1964年の政府用旗
?1964年 - 1998年の政府用旗